# Deformacja nieciągła
Deformacja nieciągła, odkształcenie nieciągłe – deformacja zachodząca z przerwaniem ciągłości ośrodka deformowanego. Do deformacji nieciągłych zalicza się spękania, charakteryzujące się brakiem przemieszczenia, oraz uskoki, w których dochodzi do przemieszczenia wzdłuż powstałej powierzchni nieciągłości.
W górnictwie jest to zniekształcenie części górotworu lub jego wierzchniej warstwy jaką stanowi powierzchnia (terenu). Przykładowe postacie deformacji nieciągłych: progi, szczeliny, spękania, leje, zapadliska - występujące na powierzchni terenu zazwyczaj wskutek prowadzenia eksploatacji płytkich (których głębokość raczej nie przekracza 70 m).